# Line Printer Daemon
Line Printer Daemon (LPD) è un protocollo di rete per la stampa. Descritto nella RFC 1179, è uno dei protocolli supportati da CUPS. Il demone è in ascolto tramite TCP sulla porta 515.